# Slupský potok
Slupský potok je levostranný přítok Vlašimské Blanice, který protéká na území okresů Benešov a Tábor. Délka jeho toku činí 15,5 km. Plocha povodí dle ČHMÚ měří 60,3 km².

## Průběh toku
Potok pramení zhruba 2 km jihozápadně od Neustupova v nadmořské výšce okolo 660 m. Teče převážně jihovýchodním směrem. Na horním a středním toku napájí řadu menších a několik větších rybníků nesoucích jména Překážka, Pilský rybník, Cihelský rybník, Vitanovický rybník a Slupský rybník. Ústí do Vlašimské Blanice u Šebířova na jejím 47,6 říčním kilometru v nadmořské výšce 402 m.

### Větší přítoky
- Podnebolický potok (hčp 1-09-03-038) je pravostranný a celkově největší přítok Slupského potoka. Potok vytéká z rybníka Záhoří, který se  rozprostírá ve východní části Záhoří u Miličína v nadmořské výšce okolo 540 m. Na horním toku směřuje převážně na severovýchod. Po prvních několika stech metrech přijímá zleva první větší přítok. Jedná se o bezejmenný potok odvodňující oblast východně od Miličína. Mezi pátým a šestým říčním kilometrem severozápadně od Malovic břibírá zleva nejprve Uhádaný potok a po dalším krátkém úseku Babí potok. Odtud pokračuje dále na severovýchod. Mezi třetím a čtvrtým říčním kilometrem zadržuje jeho vody Novomlýnský rybník, pod jehož hrází přitéká zleva potok Frejdovka. Jižně od Jiřetic se Podnebolický potok postupně stáčí na jihovýchod k Zahrádce, severně od níž podtéká silnici II/124. Dále pokračuje více než jeden kilometr na východ ke svému ústí. Do Slupského potoka se vlévá na 7,3 říčním kilometru[3] u Vitanovic v nadmořské výšce okolo 440 m. Délka toku činí 7,4 km.[3] Plocha povodí měří 22,2 km².[2]
- Leština (hčp 1-09-03-040) je pravostranný přítok pramenící západně od Leštiny v nadmořské výšce okolo 500 m. Po celé své délce teče východním směrem. Na horním toku protéká Leštinou, kde přijímá zprava bezejmenný přítok odvodňující jižní část lesa rozprostírajícího se mezi Kahlovicemi, Malovicemi a Leštinou. Na dolním toku severně od Slapska je vedena přes údolí potoka silnice II/124. Do Slupského potoka se vlévá jižně od osady Slupy (Slapsko) na 5,1 říčním kilometru[4] v nadmořské výšce okolo 430 m. Délka toku činí 3,5 km.[4] Plocha povodí měří 6,5 km².[2]

### Rybníky
Vodní nádrže v povodí Slupského potoka podle rozlohy:
| název vodní nádrže | vodní tok          | rozloha (ha) | celkový objem (tis. m³) | retenční objem (tis. m³) |  |
| ------------------ | ------------------ | ------------ | ----------------------- | ------------------------ |  |
| Slupský rybník     | Slupský potok      | 4,3          | 50,0                    | 21,0                     |  |
| Cihelský rybník    | Slupský potok      | 4,2          | 50,0                    | 21,0                     |  |
| Překážka           | Slupský potok      | 3,9          | 34,0                    | 17,0                     |  |
| Nový rybník        | bezejmenný potok   | 3,1          | 32,0                    | 10,0                     |  |
| Pilský rybník      | Slupský potok      | 2,9          | 36,0                    | 15,5                     |  |
| Vitanovický rybník | Slupský potok      | 2,7          | 20,0                    | 17,0                     |  |
| Novomlýnský rybník | Podnebolický potok | 2,3          | 24,0                    | 12,0                     |  |
| Vosí rybník        | bezejmenný potok   | 1,3          | 20,0                    | 10,0                     |  |
| Záhoří             | Podnebolický potok | 1,2          | 15,0                    | 7,5                      |  |

## Vodní režim
Průměrný průtok u ústí činí 0,35 m³/s.
M-denní průtoky u ústí:
| M [dní]  | Q30  | Q60  | Q90  | Q120 | Q150 | Q180 | Q210 | Q240 | Q270 | Q300 | Q330 | Q355 | Q364 |
| -------- | ---- | ---- | ---- | ---- | ---- | ---- | ---- | ---- | ---- | ---- | ---- | ---- | ---- |
| Q [m³/s] | 0,80 | 0,56 | 0,43 | 0,35 | 0,29 | 0,24 | 0,20 | 0,17 | 0,14 | 0,11 | 0,08 | 0,05 | 0,03 |

## Využití

### Malá vodní elektrárna
U Vitanovic je od roku 2007 v budově mlýna pod Vitanovickým rybníkem v provozu MVE s Kaplanovou spirální turbínou, jejíž celkový instalovaný výkon činí 7,5 kW.